# Protolestes fickei
Protolestes fickei là loài chuồn chuồn trong họ Megapodagrionidae. Loài này được Förster mô tả khoa học đầu tiên năm 1899.